# Полачек, Кэролайн
Кэролайн Элизабет Полачек (англ. Caroline Elizabeth Polachek; род. 20 июня 1985) — американская певица и автор песен. Выросшая в Коннектикуте, Полачек стала сооснователем инди-поп группы Chairlift во время учёбы в Университете Колорадо. Дуэт появился на музыкальной сцене Бруклина в конце 2000-х годов со спящим хитом «Bruises».
Во время пребывания в группе она работала над сольными проектами под псевдонимами Рамона Лиза и CEP, а после расформирования Chairlift в 2017 году начала карьеру под собственным именем. Её дебютный студийный альбом Pang (2019), выдержанный в авант-поп-стиле, получил высокую оценку критиков, в частности сингл «So Hot You're Hurting My Feelings». В 2023 году Полачек выпустила студийный альбом Desire, I Want to Turn Into You, также получивший положительную оценку критиков.
Полачек много работала с другими артистами, сотрудничая с Blood Orange, Fischerspooner, Sbtrkt, Christine and the Queens, Charli XCX, Граймс и британским музыкальным коллективом PC Music, а также написав материал для Бейонсе («No Angel») и Трэвиса Скотта.

## Ранняя жизнь
Полачек родилась в Манхэттене, Нью-Йорк, 20 июня 1985 года в семье Джеймса Монтела Полачека (1944—2020), аналитика финансовых рынков и классического музыканта, и Элизабет Аллан. Её отец имеет ашкеназские еврейско - украинские корни, а ее мать имеет шотландские и английские корни. Её семья переехала в Токио, Японию, где она жила с одного до шести лет, а позже поселилась в Гринуиче, штат Коннектикут, где Полачек начала петь в хоре в третьем классе. Она с раннего возраста играла на синтезаторе, так как отец подарил ей клавиатуру Yamaha, чтобы она не мешала играть на пианино.
Родители Полачек развелись в 1994 году. Она описала себя как «очень гиперактивного ребёнка» и сказала, что они ставили Энию у себя дома, чтобы успокоить её чувства. Полачек вспоминает, что её раннее знакомство с традиционными японскими песнями и сюжетами аниме оказало влияние на её музыкальное образование. В детстве каталась на лошадях. 
В подростковом возрасте Полачек начала ездить в Нью-Йорк на концерты, которые представляли собой смесь пост-хардкор эмо, DIY-панка и джазовых шоу. Майк Паттон из Faith No More однажды лично проводил её на шоу в Knitting Factory, когда её фальшивое удостоверение личности не приняли. Она играла в нескольких группах в средней школе и колледже.

## Карьера

### 2006—2012: Начало карьеры, Chairlift и совместная работа

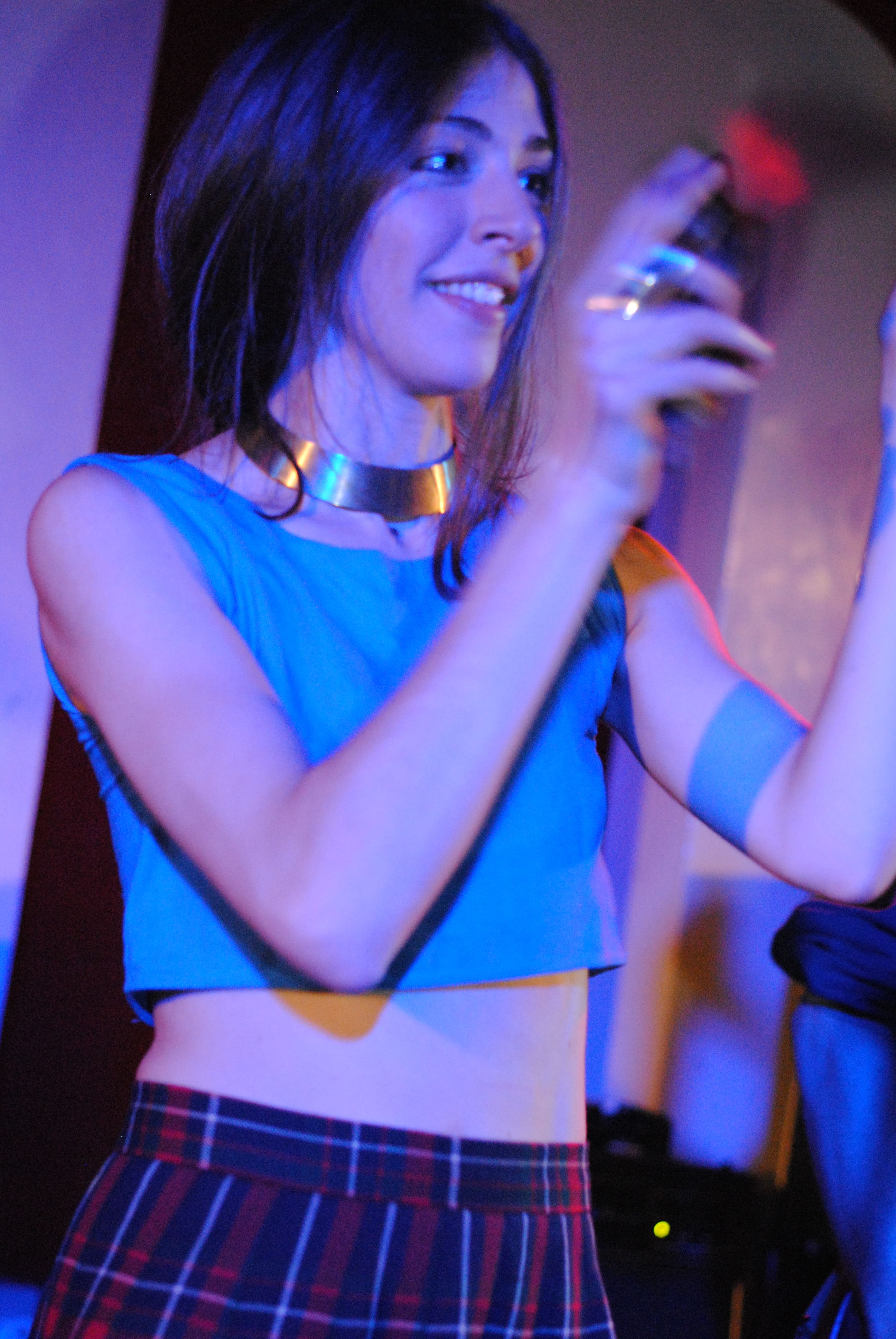
Полачек в составе Chairlift, 2012 год

Полачек основала группу Chairlift вместе с музыкантом Аароном Пфеннингом после того, как они познакомились на втором курсе Университета Колорадо. Они переехали в Нью-Йорк, где Полачек изучала искусство в Нью-Йоркском университете, и к ним присоединился Патрик Уимберли в начале 2007 года, когда группа выпустила свой первый EP под названием Daylight Savings, а затем дебютный альбом Does You Inspire You.
Полачек и Уимберли стали дуэтом, написав и спродюсировав свой полноформатный альбом 2012 года Something вместе с продюсерами Дэном Кэри и Аланом Молдером. Кроме того, она выступила режиссёром музыкальных видеоклипов, включая «Amanaemonesia» и «I Belong in Your Arms».

### 2013—2015: Arcadia
См. также Arcadia (album) в английском разделе

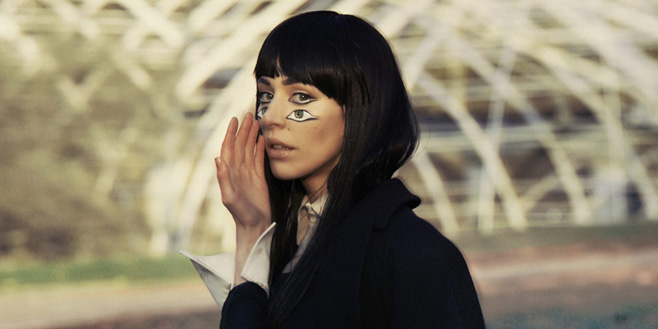
Полачек в образе Рамоны Лизы в 2014 году

В 2013 году Полачек начала выступать под псевдонимом Рамона Лиза. Это имя происходит от бывшего псевдонима, который Полачек использовала на Facebook. Она анонсировала свой дебютный альбом собственного производства под именем Рамоны Лизы, названный Arcadia, в феврале 2014 года. Полачек описала альбом как «пасторальную электронную музыку».
Полачек начала писать альбом во время творческой резиденции на вилле Медичи в Риме, Италия. В интервью Pitchfork она рассказала, как время, проведённое в Риме, вдохновило её на создание Arcadia, заявив: «Когда я смотрела в окно в Риме, я хотела, чтобы этот тип электронной музыки чувствовался так же органично, как то, что я видела. Я не думаю, что инструменты, которые я использую, особенно новые — многие из MIDI-инструментов существуют уже 15 лет, но композиции заставляют их звучать менее электронно, более загадочно.» Запись была сделана полностью на ноутбуке Полачек без инструментов и внешних микрофонов, за исключением полевых записей звуков, которые она слышала в своём окружении. Она пела вокал прямо во встроенный микрофон своего компьютера, используя шкафы отелей, тихие выходы из аэропортов и запасные гримёрки во время мирового турне Chairlift. Обложка альбома была сделана нью-йоркским фотографом Тимом Барбером.
В начале 2014 года Полачек написала и создала инструментальные партитуры для дизайнеров Proenza Schouler и Tess Giberson, которые были представлены на подиумах и в рекламных видео. В апреле 2014 года Полачек создал партитуру для живого перформанса художников Индии Менуэз и Хейден Данхэм в галерее SIGNAL в Бруклине. В октябре 2014 года Полачек создал партитуру для «HappyOkay», видео балетного перформанса режиссёра Елены Параско, созданного House of Makers и Last Hour. Хореография спектакля была поставлена Питером Луэнгом из Голландского национального балета, крупнейшей танцевальной труппы  Нидерландов, а исполнили его артисты Нью-Йорк Сити Балета Харрисон Болл, Джозеф Гордон и Меган Лекрон.

### 2016—2017: Распад Chairlift и Drawing the Target Around the Arrow
См. также статью Drawing the Target Around the Arrow в английском разделе.

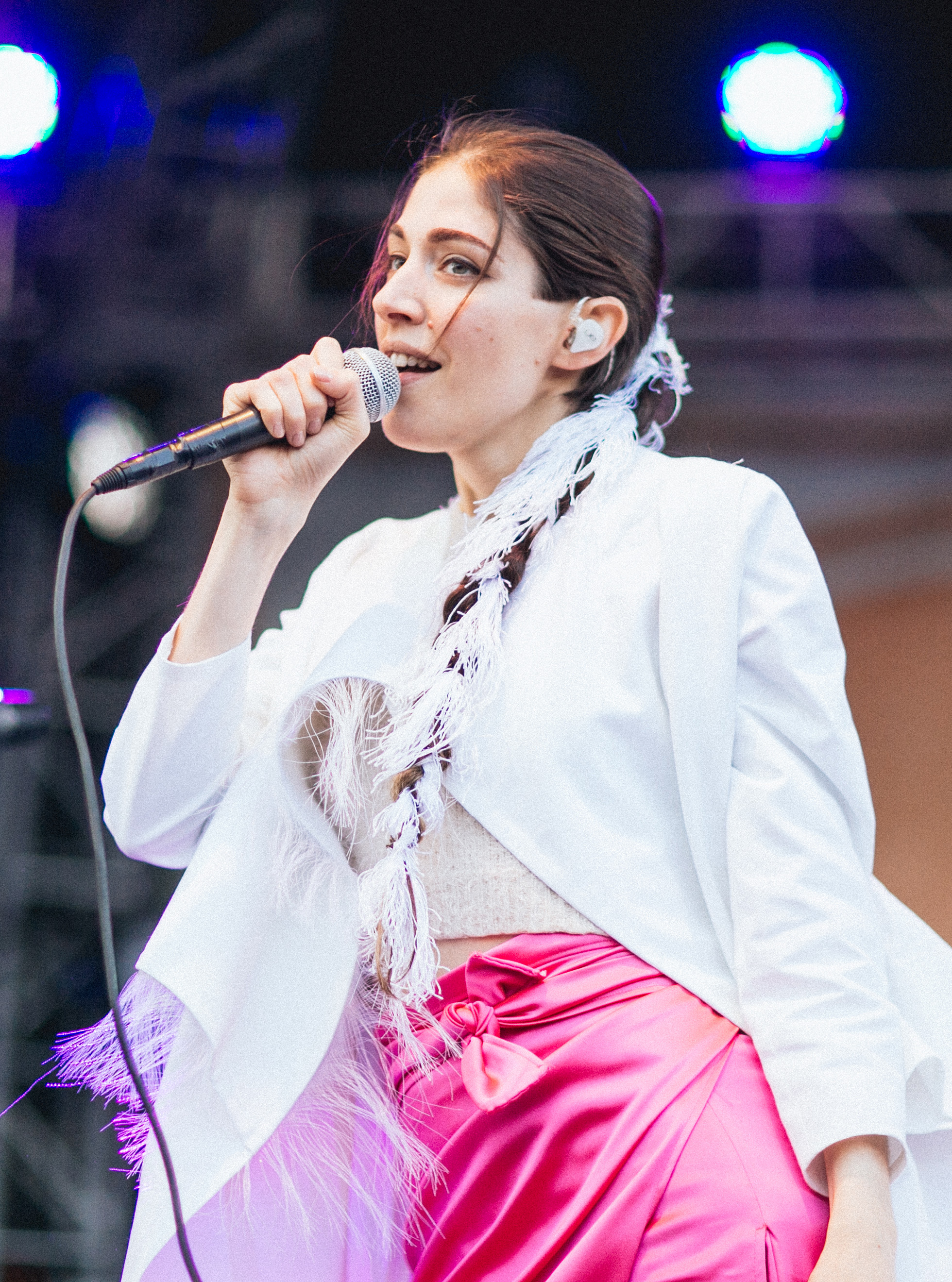
Полачек во время выступления в 2016 году

22 января 2016 года Chairlift выпустили свой третий и последний альбом, Moth. В декабре 2016 года Chairlift объявили о своём распаде, а весной 2017 года провели финальный тур.
В январе 2017 года Полачек выпустила свой второй сольный альбом, Drawing the Target Around the Arrow, под своим псевдонимом CEP. Полачек должна была выступить на Moogfest 2018, но она отказалась от участия в декабре 2017 года, когда фестиваль объявил список артистов-женщин, выступающих в этом году, несмотря на то, что состав фестиваля был преимущественно мужским. После этого она сделала заявление в Твиттере: «Это говорит не об артистах или их музыке, а о политике фестиваля и самодовольном пиаре. Делать это без разрешения представленных артистов — эксплуатация и непрофессионализм», добавив: «Moogfest и все другие фестивали просто обязаны позиционировать инклюзивность как норму».

### 2019—2020:Pang
В июне 2019 года Полачек выпустила дебютный сингл под своим настоящим именем под названием «Door». В пресс-релизе к синглу Полачек объявила, что сингл стал началом нового проекта, созданного в основном в сотрудничестве с участником PC Music Дэнни Л Харлем. Позже в июле Полачек выпустила два сингла из этого проекта, названные «Ocean of Tears» и «Parachute», и начала подробно рассказывать о своём предстоящем альбоме Pang, который вышел 18 октября. Альбом получил одобрение критиков и попал в списки лучших альбомов года по версии многих критиков. Альбом ремиксов Standing at the Gate: Remix Collection был выпущен на виниле 16 апреля 2021 года. В рамках промоушена Полачек выпустил пять ремиксов альбома в качестве синглов, а также кавер на песню The Corrs «Breathless».

### 2021—настоящее:Desire, I Want to Turn Into You
В сентябре 2021 года Полачек была объявлена одной из открывающих артисток в туре Дуа Липы Future Nostalgia Tour. Тур начался 9 февраля 2022 года.  14 июля 2021 года Полачек выпустила сингл «Bunny Is a Rider», ещё один совместный сингл с Харле.
14 июля 2021 года Полачек выпустила сингл «Bunny Is a Rider», ещё одну совместную работу с Харле; она сказала журналу Crack, что песня является частью будущего проекта. В декабре Pitchfork поставил «Bunny Is a Rider» на первое место в своём списке «100 лучших песен 2021 года». 9 февраля 2022 года Полачек выпустил сингл «Billions».  В июне 2022 года Полачек подтвердила, что работает над своим четвёртым студийным альбомом, опубликовав на Instagram фотографию, на которой она запечатлена в студии с Дэнни Л. Харлемом. Она записала кавер-версию песни «Bang Bang (My Baby Shot Me Down)» для фильма Minions: The Rise of Gru (soundtrack), выпущенного 1 июля 2022 года. 17 октября вышел её сингл «Sunset», вдохновлённый фламенко, записанный совместно с Sega Bodega.
5 декабря 2022 года Полачек выпустила сингл «Welcome to My Island» и анонсировала свой второй студийный альбом под собственным именем Desire, I Want to Turn Into You, на 14 февраля 2023 года. Альбом получил признание критиков и включает песни «Bunny Is a Rider», «Billions», «Sunset» и «Welcome to My Island».
Её песня «Sunset» c Desire, I Want to Turn Into You прозвучала в фильме 2023 года «После. Навсегда».
17 октября 2023 года Полачек выпустила неальбомный сингл «Dang». Спустя несколько месяцев, 7 февраля 2024 года, она выпустила ремикс на свою песню «Butterfly Net» с Уайз Блад. Эти два трека были включены в делюкс-переиздание Desire, названное Everasking Edition, которое вышло всего неделю спустя. 2 мая Полачек выпустила свой новый сингл «Starburned And Unkissed», представленный в фильме A24 «Я видел свечение телевизора». Полачек фигурирует в трек-листе альбома ремиксов Charli XCX Brat and It's Completely Different but Also Still Brat, вышедшего 11 октября.

## Артистизм

### Музыкальные жанры
Музыкальный стиль Полачек описывается как преимущественно альтернативный поп, наряду с арт-попом, инди-попом, экспериментальным попом и авант-попом. Шаад Д'Суза из The Guardian написал: «Прежде чем 'Running Up That Hill' вернулся в чарты, Полачек стала чем-то вроде Кейт Буш поколения Z — продюсер и вокалистка, заинтересованная в музыке, которая формально эксцентрична и не признаётся в своей собственной слишком большой популярности».

### Влияние
Влияния Полачек были описаны музыкальными критиками как «эклектичные». Когда Interview спросил её о самом раннем музыкальном влиянии, она ответила, что это была «скорее всего Эния». Выросшая в Японии до шести лет, она была подвержена влиянию традиционных японских песен и аниме, которые, по её словам, оказали влияние на её музыкальное образование; она заявила, что японское пение состоит из «большого количества минорных и пентатонических [тональностей], с действительно угловатыми мелодиями, которые, я думаю, действительно застряли в моём подсознании». В частности, она назвала Мисио Огаву «одним из своих самых больших влияний». Другие вокальные влияния включают Селин Дион и песню Matia Bazar «Ti siento». Она также считает, что катание на лошадях в детстве помогло ей «[узнать] многое о ритме и о голосе».
Полачек говорит, что она «выросла на коленях перед алтарём альтернативной музыки» и что Бьорк, Кейт Буш и Фиона Эппл были её «абсолютными героями», когда она была подростком. Её альтер-эго Рамона Лиза была вдохновлена «артистами, чья внешность была неотделима от их музыки», такими как Nirvana, Мэрилин Мэнсон и Дэвид Боуи. Она назвала этих артистов, а также Бьорк и Баста Раймса в качестве источников влияния на её визуальный образ . Она назвала Пэдди Макалуна из Prefab Sprout своим «любимым автором текстов» и заявила, что её «очень вдохновляют современные артисты, такие как Розалия или Дожа Кэт, которые играют со звуками». Она также находит вдохновение в «более абстрактных» областях, помимо музыки, таких как пейзажи. В 2024 году в интервью Out она назвала ласточек своими музыкальными половинками.
Полачек также назвала Kittie одним из своих влияний при создании своей «откровенно гранжевой» песни «Starburned and Unkissed».

### Сотрудничества
В 2008 году Полачек создала хор Girl Crisis с 12 другими певицами, включая участниц Au Revoir Simone и Class Actress. Модульная группа организовывала и записывала по два кавера в год с 2008 по 2013 год, включая песни Black Sabbath, Nirvana, Леонарда Коэна, the Bangles и Ace of Base.
В 2010 году Полачек присоединилась к Хорхе Эльбрехту из бруклинской группы Violens, чтобы записать кавер на песню Джастина Бибера «Never Let You Go»: «Мы зашли на YouTube, чтобы найти видео среди самых высоких хитов, и наткнулись на „Never Let You Go“. Мы сделали то, что мы называем „sgin“ (анаграмма слова „sing“) — оригинальную песню, написанную специально для синхронизации с чужим видео на беззвучном режиме». В том же году она записала дуэт с Violens, «Violent Sensation Descends (French Duet Version)». Позже она сняла и срежиссировала клип на песню группы «It Couldn’t Be Perceived» в 2011 году. В 2013 году она снова сотрудничала с Эльбрехтом над EP Gloss Coma 001, который включает сингл «I.V. Aided Dreams».
В 2012 году Полачек приняла участие в песне «Everything Is Spoilt by Use» группы Ice Choir, сольного проекта Курта Фельдмана из Pains of Being Pure at Heart; она также выступила режиссёром и монтажёром клипа на эту песню. Полачек сотрудничала с Blood Orange в работе над треками «Chamakay» в 2013 году и «Holy Will» в 2018 году. 
В 2013 году она стала соавтором и сопродюсером песни «No Angel», которая вошла в пятый студийный альбом Бейонсе, получивший признание критиков. Благодаря её продюсерской и звукоинженерной работе над песней, в номинации Beyoncé' на «премию „Грэмми“ в категории Альбом года» на 57-й церемонии участвовала и Полачек. В 2013 году она также исполнила вокальную композицию «Unhold» испанской альтернатив-дэнс-группы Delorean.
В 2016 году Полачек приняла участие в сингле Дэнни Л Харля «Ashes of Love». В 2017 году она появилась на двух песнях в микстейпе Charli XCX Pop 2: в качестве основного исполнителя на «Tears» и в качестве бэк-вокалистки на «Delicious», в последней из которых участвовал Томми Кэш. 
В 2018 году Полачек исполнила версию традиционной польской песни «Był sobie król» исполнителя Felicita, выпущенную на его дебютном альбоме Hej! под названием «Marzipan».
В 2020 году Полачек исполнила песню «La vita nuova» певицы Christine and the Queens и снялась в короткометражном фильме, созданного на основе одноимённого EP. Позже песня была ремикширована различными продюсерами, связанными с PC Music, включая A. G. Cook и Easyfun.
4 ноября 2021 года Charli XCX выпустила песню «New Shapes» с участием Christine and the Queens и Полачек в качестве второго сингла со своего альбома Crash (2022). В марте  Полачек приняла участие в сингле австралийского продюсера электронной музыки Flume «Sirens», выпущенном перед его предстоящим студийным альбомом Palaces.

## Личная жизнь
Брак Полачек с художником Яном Дреннаном в 2015 году активно освещался журналом Vogue. Они развелись в 2017 году. По состоянию на декабрь 2022 года она состоит в отношениях с художником Мэттом Копсоном. Её отец умер в 2020 году. В октябре 2023 года Полачек подписала открытое письмо президенту Джо Байдену, в котором призвала к прекращению огня на фоне продолжающейся войны между Израилем и Хамасом.

## Дискография
См. также en:Caroline Polachek discography в английском разделе
- Arcadia (как Рамона Лиза; 2014)
- Drawing the Target Around the Arrow (как CEP; 2017)
- Pang (2019)
- Desire, I Want to Turn Into You (2023)

## Туры

### Хедлайнер
- Pang Tour (2019—2020)[88]
- Heart Is Unbreaking Tour (2021)[89]
- Spiraling Tour[англ.] (2023)[90]

### На разогреве
- Дуа Липа — Future Nostalgia Tour[англ.] (2022)
- The 1975 — At Their Very Best[англ.] (2023)

## Награды и номинации
| Год              | Награда | Номинированная работа           | Категория                                                          | Результат | Источник(и) |
| ---------------- | ------- | ------------------------------- | ------------------------------------------------------------------ | --------- | ----------- |
| Brit Awards      | 2024    | Она сама                        | Международный исполнитель года                                     | Номинация | [ 91 ]      |
| Grammy Awards    | 2014    | Beyoncé                         | Альбом года (как продюсер и автор песен)                           | Номинация | [ 92 ]      |
| Grammy Awards    | 2024    | Desire, I Want to Turn Into You | Лучший неклассический звукорежиссёрский альбом (как звукорежиссёр) | Номинация | [ 92 ]      |
| Libera Awards    | 2024    | Desire, I Want to Turn Into You | Запись года                                                        | Номинация | [ 93 ]      |
| Libera Awards    | 2024    | Desire, I Want to Turn Into You | Лучшая запись альт-рока                                            | Победа    | [ 93 ]      |
| Libera Awards    | 2024    | Desire, I Want to Turn Into You | Самостоятельно выпущенная запись года                              | Победа    | [ 93 ]      |
| Resonator Awards | 2024    | Она сама                        | Премия «Золотая тройка»                                            | Победа    | [ 94 ]      |